# يان فان إسبلين
يان فان إسبلين (بالهولندية: Jan van Ispelen)‏ (مواليد 12 أبريل 1941) هو ملاكم هولندي، مثّل بلاده في الألعاب الأولمبية الصيفية 1968.

## روابط خارجية
يان فان إسبلين على موقع أوليمبيديا (الإنجليزية)